# Chelidonichthys obscurus
Il capone gavotta (Chelidonichthys obscurus Bloch & Schneider 1801), è un pesce di mare appartenente alla famiglia dei Triglidae. Il nome commerciale è gallinella o cappone.

## Distribuzione e habitat
È presente nel mar Mediterraneo e nell'Atlantico orientale tra il sud delle Isole Britanniche ed il Senegal.
Vive su fondi di sabbia fine a basse profondità.

## Descrizione
Ha, in proporzione, la testa più piccola che gli altri caponi. Si riconosce principalmente perché ha la prima pinna dorsale molto appuntita con raggi assai allungati. Le pinne pettorali sono nere bordate di azzurro vivo.
Il colore è variabile tra il beige ed il rossiccio, sempre abbastanza chiaro con marmorizzature più scure.
Non supera i 30 cm.

## Alimentazione
Predatore, si nutre soprattutto di invertebrati.

## Biologia
Al contrario degli altri Triglidae si infossa nella sabbia quando si sente minacciato.

## Pesca
Si cattura occasionalmente con lenze e reti e finisce nelle zuppe.